# 增田镇
增田镇，是中华人民共和国江西省抚州市乐安县下辖的一个乡镇级行政单位。

## 行政区划
增田镇下辖以下地区：
增田社区、增田村、西边村、瑶前村、温田村、长江村、小池村、带陂村、王沙村、石陂村和东湖村。